# El Mahroussa
El Mahroussa (arabe : المحروسة, littéralement "Le protégé"), officiellement renommé de 1952 à 2000 El Horriya (arabe : الحرية, "La Liberté") est un yacht à moteur de luxe construit pour Ismaïl Pacha, le khédive d'Égypte en 1865, comme yacht royal.
Il a été construit sous le nom de Mahroussa par les chantiers Frères Samuda au Royaume-Uni sur la Tamise et conçu selon les mêmes principes que le navire à vapeur (steamer) HMY Victoria and Albert II. Il est resté en service dans la famille royale égyptienne jusqu'en 1951.
Il subit deux modifications importantes, étant rallongé de 12,192 mètres (40 pieds) en 1872, puis 5,029 mètres (16,5 pieds) ont été rajoutés en 1905. La reconstruction de 1905 a été effectuée au chantier naval de Pointhouse d'A. & J. Inglis à Glasgow, en Écosse et comprenait le remplacement de ses deux roues à aubes par des triples hélices alimentées par des turbines à vapeur construites par Inglis. C'était l'une des premières entreprises à bénéficier d'une licence de la Parsons Marine Steam Turbine Company de Wallsend pour la construction de turbines à vapeur dans leurs propres ateliers. L'architecture navale, ainsi que le design intérieur ont été conçus par Sir Oliver Lang.
En 1869, le Mahroussa acquit une renommée comme étant le premier navire à franchir le nouveau canal de Suez, lors de la cérémonie d'ouverture.
Après l'abdication du roi Farouk et son arrivée en Europe, il renvoya le yacht en Égypte avec tout l'équipage et l'équipement, il a été repris par le gouvernement égyptien pour être utilisé comme navire école, et a reçu le nom d’El Horriya. Il a passé la plupart de sa carrière dans l'Est de la Méditerranée, mais il a participé, alors âgé de 111 ans, à la revue navale internationale pour commémorer le bicentenaire des États-Unis le 4 juillet 1976 en se rendant à New York.
En 1984, il perd son titre de plus grand super yacht au profit du Prince Abdulaziz, après l'avoir conservé pendant 119 ans. C'est le plus ancien superyacht en activité au monde et le onzième plus grand en 2023 avec ses 145,70 m de long.
En 1987, l’El Horriya subit un rétrofit complet.
Le 10 septembre 2000, après avoir visité El Horriya, le président Hosni Moubarak décide de lui redonner son nom d'origine El Mahroussa .
Le 6 août 2015, le président Abdel Fattah al-Sissi inaugure  le nouveau canal de Suez à son bord.
Actuellement, le navire est pris en charge par la Marine égyptienne et est parfois utilisé comme yacht présidentiel. Le navire prend la mer environ trois fois par an, généralement pour une seule journée.

## Caractéristiques
Le navire est construit sur une coque en acier d'un tonnage de 4 561 tonneaux de jauge brute (tjb), et dispose d'un pont en teck.
Les dimensions de l’El Horriya sont de 145,70 mètres (478,1 pieds) de long pour une largeur de 13 m et d'un tirant d'eau de 5,30 mètres.
Grâce à ses turbines à vapeur Parsons fonctionnant au charbon et développant une puissance totale de 19 500 ch (12 300 kW), actionnant 3 hélices, l’El Horriya peut naviguer à une vitesse maximale de 16 nœuds(30 km/h), avec une vitesse de croisière de 13 nœuds (24 km/h).